# Кищак Тереза Степанівна
Тереза Степанівна Кища́к (нар. 12 січня 1935, Розстайне) — українська майстриня писанкарства. Дружина різьбяра Степана Кищака, мати майстрині декоративно-ужиткового мистецтва Ольги Кищак-Федоро.

## Біографія
Народилася 12 січня 1935 року в селі Розстайному на Лемківщині (нині не існує, територія Польщі). 1945 року з родиною депортована до Української РСР. У 1960 році закінчила Дрогобицький педагогічний інститут. Після здобуття фахової освіти працювала вчителькою.

## Творчість
Створює традицні лемківські писанки у шпильковій техніці. З 1989 року бере участь у всеукраїнських, міжнародних мистецьких виставках, фестивалях «Лемківська писанка» у Львові. Персональні виставки відбулися у Львові у 1989 році, польському селі Ждині у 1990, 1997 роках, Мюнхені у 1994 році, Києві у 1997, 1999 роках.
У 1969 році стала співорганізаторкою та першшою солісткою народного хору «Лемковина».